# غل زار
غل زار هي قرية في مقاطعة مرند، إيران. عدد سكان هذه القرية هو 155 في سنة 2006.